# William Anders (Politiker)
William Anders, geboren als Carl Wilhelm Anders (* 12. Februar 1820 in Breslau; † 1873 ebenda) war ein deutscher Jurist und Politiker.

## Leben
Als Sohn eines Tuchmachers geboren, studierte Anders nach dem Besuch des Elisabet-Gymnasiums Philosophie und Rechtswissenschaften in Breslau. Nachdem er als Schüler 1840 bereits der Schülerburschenschaft Teutonia Breslau angehört hatte, wurde er im Studium 1841 Mitglied der Burschenschaft der Raczeks, deren Sprecher er im Wintersemester 1843/44 war. Nachdem sein Zimmergenosse Rudolf von Gottschall 1844 aus der Stadt ausgewiesen wurde, organisierte Anders ein Comitat für diesen, woraufhin er von der Universität ein Consilium abeundi erhielt. In Folge wanderte er 1845 in die USA aus und arbeitete in Houston als Rechtsanwalt und Notar. Zur Zeit des Amerikanischen Bürgerkrieges war er 1863 bis 1865 Bürgermeister von Houston, kehrte aber 1866 nach Breslau zurück, wo er als Rechtsanwalt arbeitete.